# Poundstock
Poundstock är en ort och civil parish i Storbritannien.   Den ligger i grevskapet Cornwall och riksdelen England, i den södra delen av landet, 300 km väster om huvudstaden London. Poundstock ligger 70 meter över havet och antalet invånare är 925.
Terrängen runt Poundstock är platt. Havet är nära Poundstock åt nordväst. Runt Poundstock är det ganska tätbefolkat, med 70 invånare per kvadratkilometer. Närmaste större samhälle är Bude, 6,4 km norr om Poundstock. Trakten runt Poundstock består i huvudsak av gräsmarker.